# Martín Torres Padilla
Martín Torres Padilla (Orizaba, Veracruz, 11 de noviembre de 1895 - 4 de febrero de 1949) fue un líder obrero textil a quien se le reconoce el mérito de haber logrado el primer contrato colectivo de trabajo en la historia del México posrevolucionario. Originario de la ciudad de Orizaba Veracruz, en donde nació el 11 de noviembre de 1895 falleciendo en la misma ciudad el 4 de febrero de 1949 después de haber sido alcalde de su ciudad natal en dos ocasiones.

## Obrero textil
Martín Torres era oriundo de la ciudad de Orizaba en donde nació en 1895, trabajó como obrero textil en las fábricas de Cerritos y luego en la fábrica de Río Blanco en donde comenzó a realizar activismo sindical. Fue el principal líder de la región durante las primeras dos décadas de existencia del sindicalismo y participó activamente en el Congreso Textil de 1925-1927. Desempeñó posteriormente innumerables comisiones como representante de los trabajadores en la formulación de contratos colectivos.

## Militancia política
Fue presidente municipal de la ciudad de Orizaba en dos ocasiones en 1922 y en 1933, asimismo fue en igual número de ocasiones diputado federal y local, secretario general del Comité Nacional de la CROM y la coalición nacional textil. En mayo de 1946 logró un histórico acuerdo para evitar el colapso de la industria del algodón negociando con los empresarios de ese tiempo. También trabajó en el Servicio exterior mexicano como agregado diplomático en la Embajada en Francia.

## Legado
A Martín Torres se le reconoce por su lucha obrera para que los trabajadores tuvieran un salario y prestaciones dignas, por una jornada de trabajo justa de ocho horas y el mundo del trabajo moderno en México no podría entenderse sin sus contribuciones. Su mayor contribución está en seguir al pie de la letra los principios constitucionales de la joven Carta Magna de 1917 para integrar una Comisión Mixta que logró en 1946 el primer Contrato colectivo de trabajo en la historia de México para la industria textil. También se le recuerda como uno de los introductores del servicio de agua potable en la ciudad de Orizaba durante sus gestiones municipales. En su honor se han nombrado varias escuelas y sindicatos por todo el país.